# Il futuro sorride a quelli come noi
Il futuro sorride a quelli come noi è un album dei Diaframma pubblicato l'8 ottobre 2001.

## Tracce
1. Donna guru – 2:38
2. L'intensità della vita – 2:28
3. Il futuro sorride a quelli come noi – 3:51
4. Il telefono – 3:55
5. La mia tenera amica – 3:19
6. Siberia n°2 – 2:33
7. La rivolta – 3:16
8. Canzone brutta – 2:07
9. I figli sopravvivono – 4:05
10. Telenovela – 3:15
11. Movimento – 2:50
12. Un giorno balordo – 4:58

## Formazione
- Federico Fiumani - voce, chitarra
- Riccardo Biliotti - basso
- Alessandro Gherardi - tastiera
- Alessandro Gerbi - batteria